# 석유 수출국 기구

OPEC의 공식기

OPEC의 가입국

석유 수출국 기구(石油輸出國機構, 영어: Organization of the Petroleum Exporting Countries, OPEC)는 기구 가입국 간의 석유 정책을 조정하기 위해 1960년 9월 14일에 결성된 범국가 단체이다. 첫 회원국은 이란, 이라크, 쿠웨이트, 사우디아라비아와 베네수엘라로 이루어졌다. 본부는 오스트리아의 빈에 있다. 2018년 기준 석유 수출국 기구 국가들이 세계 원유 생산의 약 44%, 매장량의 81.5%을 차지하고 있다. 

## 가입국
2024년 12월 현재 12개 나라가 가입하여 활동하고 있다.

### 현재 가입국
- 이란 (1960년)
- 이라크 (1960년)
- 쿠웨이트 (1960년)
- 사우디아라비아 (1960년)
- 베네수엘라 (1960년)
- 리비아 (1962년)
- 아랍에미리트 (1967년)
- 알제리 (1969년)
- 나이지리아 (1971년)
- 가봉 (1975년 가입 ~ 1995년 탈퇴, 2016년 재가입)
- 적도 기니 (2017년 가입)
- 콩고 공화국 (2018년 가입)

### 탈퇴국
- 인도네시아 (1962년 가입 ~ 2009년 탈퇴, 2016년 재가입 및 탈퇴)
- 카타르 (1961년 가입 ~ 2019년 탈퇴)
- 에콰도르 (1973년 가입 ~ 1993년 탈퇴, 2007년 재가입 ~ 2020년 탈퇴)
- 앙골라 (2007년 가입~ 2023년 탈퇴)

### 가입 후보국
- 노르웨이
- 볼리비아
- 멕시코
- 시리아
- 수단

## 비가입 산유국
- 북아메리카: 멕시코, 미국, 캐나다
- 동아시아: 중화인민공화국
- 동남아시아: 동티모르, 말레이시아, 브루나이, 인도네시아, 태국
- 서아시아: 아제르바이잔, 예멘, 오만, 카타르
- 아프리카: 케냐
- 유럽: 노르웨이, 덴마크, 러시아, 영국

## 같이 보기
- 아랍석유수출국기구(OAPEC)
- 슈퍼메이저
- 과점
- 휘발유
- 석유 생산 정점